# El plano de Alí-gusa-no
El plano de Alí-gusa-no es una historieta creada en 1974 por el autor de cómics español Francisco Ibáñez perteneciente a su serie Mortadelo y Filemón. 

## Trayectoria editorial
Se publicó por primera vez en forma seriada en la revista Mortadelo, números 203 (14-10-1974) al 213 (23-12-1974). Fue recopilada en el álbum monográfico n.º 32 de la colección Ases del Humor en 1970 y en el n.º 101 de la colección Olé en 1995.

## Sinopsis
Un mercachifle moro llamado Alí-gusa-no vendió a diez personas un terreno muy soleado por varios millones. Alí-gusa-no firmó el contrato en el mismo plano del terreno y lo partió en diez partes, una para cada uno de los compradores.
El terreno muy soleado resultó ser el desierto de Bab el Sek-Ajo, que no vale nada, pero ahora se ha descubierto que hay uranio enriquecido en el terreno y la persona que posea los diez trozos del plano del terreno se hará millonario. 
Y la A.B.U.E.L.A. (Agentes Bélicos Ultramarinos Especialistas en Líos Aberrantes) quiere conseguir esos trozos cueste lo que cueste.
Mortadelo y Filemón deben encontrar a los compradores, protegerlos y reunir los trozos del plano, para legalizar el terreno y que así los dueños puedan conseguir su parte del dinero. Uno de los compradores es Filemón.
Al final se quedan sin nada, ya que el último trozo de plano (que se había vendido a Filemón) lo achicharra Mortadelo por accidente al electrocutar al ladrón que le robó el trozo del contrato, y era el más importante ya que contenía la firma de Alí-gusa-no y sin él los demás no valían nada.

## Influencia y legado
El argumento podría estar inspirado por la historieta belga Les Douze Travaux de Benoît Brisefer; en ambos casos aparece un jeque árabe que divide su terreno en parcelas de valor aparentemente escaso hasta que encuentran en ellas un material valioso (petróleo en la historieta belga y uranio enriquecido en ésta). Sin embargo, el desarrollo posterior de la historia es totalmente distinto.
Ésta es la primera historieta en la que aparece la organización enemiga A.B.U.E.L.A. Ibáñez volvió a utilizarla en historietas como La tergiversicina, pero fue el Bruguera Equip quien más la usó como enemiga recurrente de sus aventuras.